# Върбица (Вич)
Вижте пояснителната страница за други значения на Върбица.
Върбица (на гръцки: Κρόνος, Τσουλίνα, Βέρμπιστα ) е връх с височина 1677 m и дял от планината Вич, Костурско, Егейска Македония, Гърция.

## Описание
Върбица се намира в югоизточната част на Вич (Нередската планина). От останалата част на масива на север е отделена от долината на Стара река (Палиорема). На изток Леховската река, приток на Стара река, я отделя от планината Алеодз (Трилофо). На юг клисурският проход Дауло с долините на Котури и Роимба я отделя от Мурик, а на запад Върбица граничи с Пополето.
Хребетът е разположен в посока север - юг. Върховете му от север са Мнима Яни (1461 m), Слива (Коромилия, 1434 m), Върбица (Кронос, 1677 m) и Шубрец (Дукас, 1620 m) и Саргоница (1382 m).
В 1896 година Гьорче Петров пише в „Материали по изучаванието на Македония“: „Единъ часъ надъ с. Прѣкопана, веригата почва постепенно да се възвишава до върхътъ Върбица, който се издига на с.-искотъ от с. Загорчани. На билото си той е плосъкъ и голъ, а странитѣ му сѫ покрити съ кическа гора отъ буки и „шума“ (дрѣбни дѫбове), с изключение на ю.-западната, която е гола и скалиста.“

## История
По време на Илинденско-Преображенското въстание през лятото на 1903 година на Върбица се установява Горското началство на Костурския революционен район. На 14 август след серия кървави сражения османците успяват да овладеят Върбица и изгарят околните български села.